# Libor Novák
Libor Novák, pro odlišení od svého jmenovce uváděn též jako Libor Novák mladší (* 6. prosince 1962 Bílovec), je bývalý český politik, v 90. letech 20. století výkonný místopředseda ODS a poslanec České národní rady a Poslanecké sněmovny, v roce 1997 rezignoval na politické posty v souvislosti s kauzou anonymních sponzorů ODS.

## Biografie
V roce 1988 dostudoval Právnickou fakultu Univerzity Karlovy v Praze. Byl ženatý a měl tři syny a jednu dceru.
Ve volbách v roce 1992 byl zvolen do České národní rady za ODS (volební obvod Severomoravský kraj). Zasedal v ústavněprávním výboru. Od vzniku samostatné České republiky v lednu 1993 byla ČNR transformována na Poslaneckou sněmovnu Parlamentu České republiky. Zde mandát obhájil v sněmovních volbách v roce 1996. V letech 1996-1997 byl předsedou ústavněprávního výboru. Na poslanecký mandát rezignoval v prosinci 1997.
Členem ODS byl od roku 1991. 1. kongres ODS ho zvolil členem smírčího výboru strany a v roce 1992 se stal předsedou tohoto výboru. Na této pozici setrval do ledna 1994, kdy nastoupil jako poradce předsedy vlády Václava Klause. 5. kongres ODS v prosinci 1994 ho zvolil výkonným místopředsedou ODS. Po nevýrazném vítězství ODS ve volbách roku 1996 se na podzim 1996 vedení strany shodlo na tom, že Novák ve funkci výkonného místopředsedy neobstál a bylo rozhodnuto tento post zrušit. Ve funkci výkonného místopředsedy měl i zodpovědnost za stranické finance, včetně kauz falešných a anonymních sponzorů ODS z poloviny 90. let (Lajos Bács a Radjiv M. Sinha). Koncem roku 1997 byly tyto aféry jedním z důvodů pádu vlády Václava Klause. Novák na sebe odpovědnost vzal a rezignoval na poslanecký mandát.
V únoru 1998 byl zatčen a poslán do vazby pro podezření z krácení daní tím, že sponzorský dar pro ODS od Milana Šrejbra rozepsal na dva neexistující dárce. V listopadu 2000 ale odvolací soud potvrdil předchozí soudní verdikt, že Novák je nevinen. V květnu 2001 pak ministr spravedlnosti Jaroslav Bureš po dalších polemikách rozhodl, že proti osvobozujícímu rozsudku nepodá stížnost.